# Léopold Sédar Senghor
Léopold Sédar Senghor GColSE (Joal-Fadiout, 9 de outubro de 1906 – Verson, 20 de dezembro de 2001) foi um político e escritor senegalês. Foi presidente de Senegal, de 1960 a 1980. Foi, entre as duas Guerras Mundiais, juntamente ao poeta antilhano Aimé Césaire, ideólogo do conceito de negritude.

## Biografia

Léopold Sédar Senghor, em 1964.

Leopold Sedar Senghor nasceu em 1906 na cidade costeira de Joal. Seu pai, Basile Diogoye Senghor, era um comerciante católico da etnia sererê, minoritária no Senegal. Sua mãe, Gnilane Ndiémé Bakhou, era muçulmana dos fulas. O sobrenome de seu pai, Senghor, deriva da palavra portuguesa "senhor".
Em 1928, foi estudar em Paris. Entrou para a Sorbonne, onde permaneceu de 1935 a 1939, tornando-se o primeiro africano a completar uma licenciatura nessa universidade parisiense.
Como escritor, desenvolveu a Négritude (movimento literário que exaltava a identidade negra, lamentando o impacto negativo que a cultura europeia teve junto das tradições africanas). Das suas obras, as mais engrandecidas são Chants d'ombre (1945), Hosties noires (1948), Ethiopiques (1956), Nocturnes (1961) e Elegies majeures (1979). Sua obra tem como tema principal a cultura africana, que tanto ajudou a difundir. O estilo de sua escrita aproximou o escritor da literatura francesa.
Durante a Segunda Guerra Mundial, esteve preso por dois anos num campo de concentração nazista. Nesse tempo aprendeu alemão e escreveu poemas, que depois foram publicados em Hosties Noires (Hóstias Negras). Depois de libertado participou da Resistência.
Em 12 de setembro de 1946, casou-se com Ginette Éboué, Adida Parlamentar do Gabinete do Ministério dos Departamentos e Territórios Ultramarinos da França e filha de Félix Éboué, ex-Governador-Geral da África Equatorial Francesa. Ele e Ginette tiveram dois filhos.

Entre 1948 e 1958 foi deputado senegalês na Assembleia Nacional Francesa, sendo o primeiro negro a ocupar o cargo de deputado nessa Assembleia.

Na Academia Brasileira de Letras.

Quando o Senegal foi proclamado independente em 1960 - por conta do apelo que dirigiu ao então presidente da França, Charles de Gaulle - Senghor elegeu-se por unanimidade presidente da nova República, vindo a desempenhar o cargo até o final de 1980, graças a reeleições sucessivas. Em 1980, renunciou ao cargo, antes do final de seu quinto mandato, e foi viver na Normandia, terra de sua esposa.
Defensor do socialismo aplicado à realidade africana, tentou desenvolver a agricultura, combater a corrupção e manter uma política de cooperação com a França.
Foi eleito membro da Academia Francesa de Letras em 1983, superando a duquesa de La Rochefoucauld, François Minne e Charles Trenet. Sua obra foi traduzida para diversos idiomas, incluindo japonês, alemão, sueco, russo, italiano, português.
É o autor do hino senegalês, o Leão Vermelho. Sob sua presidência, o Senegal também estabeleceu o sistema multipartidário e um forte sistema educacional.
Foi agraciado com o Grande Colar da Ordem Militar de Sant'Iago da Espada de Portugal a 13 de março de 1975. Recebeu o Doutoramento Honoris Causa da Universidade de Évora em 17 de Junho de 1980. Recebeu o título de Doutor Honoris Causa em mais de 20 universidades.

## Distinções
- Doutoramento Honoris Causa pela Universidade de Salamanca (1978)
- Doutoramento Honoris Causa pela Universidade de Évora (1980)